# 十七条城
十七条城（じゅうしちじょうじょう）は、岐阜県瑞穂市にあった日本の城（平山城）。瑞穂市指定史跡。西浦の城山と呼ばれる低い丘にあった。

## 概要
『新撰美濃志』によれば、南北朝時代初頭に土岐頼貞の子・舟木頼胤（土岐頼員の弟・船木頼重と同一人物とも言われる）によって築城された。その後、二階堂氏や仙石秀豊、和田利詮が居城とした時期を経て、享禄年間には林正長が城を改築している。正長の子・林玄蕃は1562年（永禄5年）に織田信長と斎藤龍興の間で起きた軽海の戦いで戦死したため、弟の林正三が後を継ぎ、1578年（天正6年）に逝去するまで城主を務めた。正三の子は稲葉重通の養子になって稲葉正成と名乗り、十七条城で十七条藩・一万石を治めた。その子・稲葉正定は尾張藩へ仕え、やはり十七条村で一千石を治めたが、孫に嗣子がなく1675年（延宝3年）に家が断絶、城は廃城となった。

## 所在地
岐阜県瑞穂市十七条256

## アクセス
- 樽見鉄道樽見線美江寺駅から徒歩15分